# 科盧韋雷城堡
科盧韋雷城堡，又名科盧韋雷主教城堡，是位於愛沙尼亞西部萊內縣科盧韋雷的一座城堡。

## 歷史

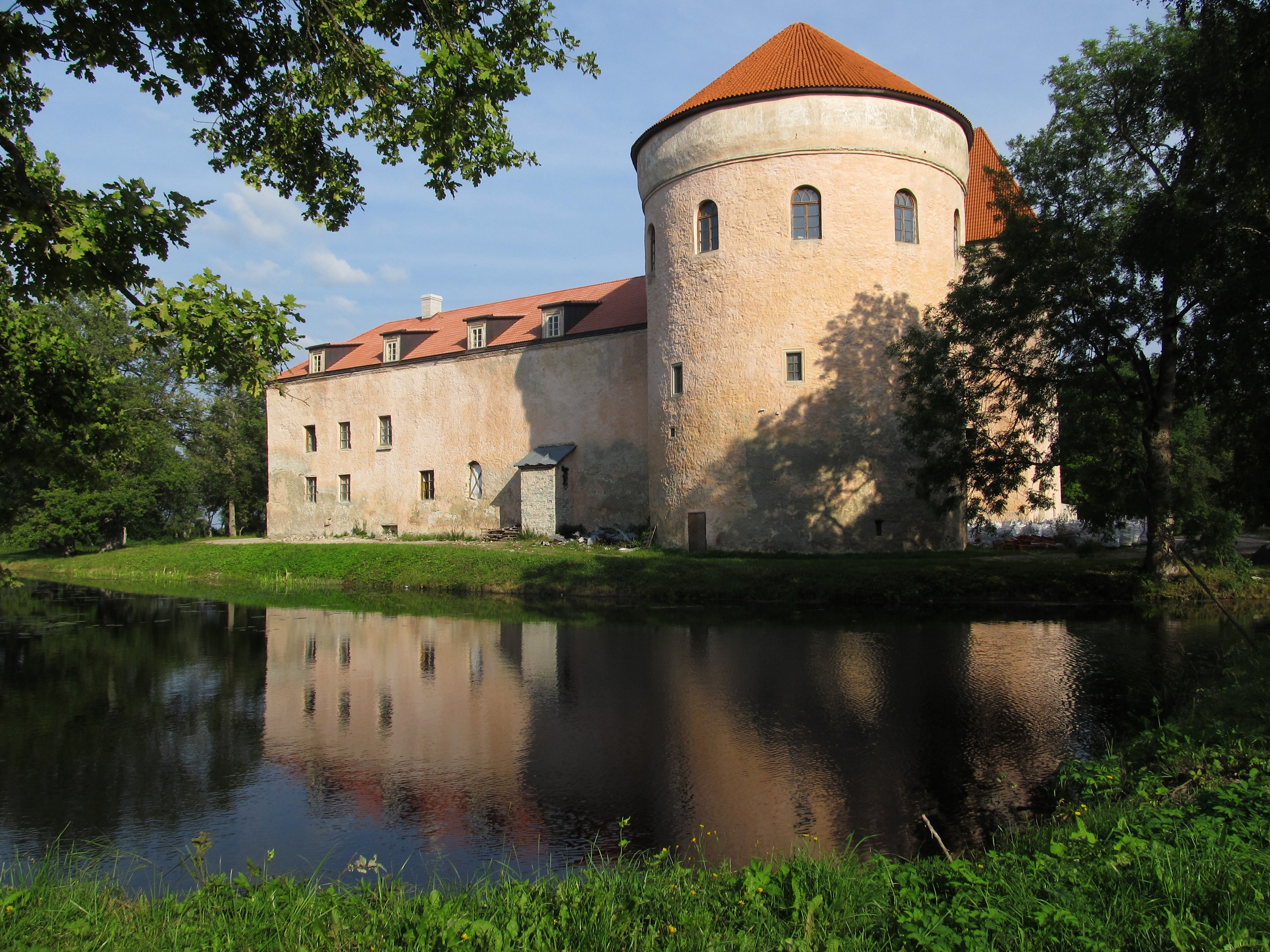
自西北方望科盧韋雷城堡

自13世紀開始，這一戰略要地就建設有城堡。1439年，這座城堡由薩勒-拉內主教所有，並成為主教的主要居所之一。1560年的農民騷亂時，民眾曾試圖襲擊城堡。立窩尼亞戰爭期間的1573年，瑞典軍隊和俄羅斯軍隊曾在城堡附近發生戰鬥，是為羅德戰役，瑞典取得勝利。
1646年至1771年期間，科盧韋雷城堡由馮·羅文（von Löwen）所有。這時的城堡已經不具軍事作用，而是作為貴族住宅使用。1771年，科盧韋雷城堡易主格里高巴·奧洛夫，之後成為葉卡捷琳娜二世的財產。1786年，葉卡捷琳娜二世將這座城堡作為不倫瑞克-沃爾芬比特爾的奧古斯塔的流亡地使用。奧古斯塔曾請求葉卡捷琳娜的保護，以使其免受她的丈夫腓特烈一世的暴力。奧古斯塔此後於23歲時在城堡去世，並葬在附近的庫拉馬教堂。1797年，保羅一世將科盧韋雷城堡贈送給弗里德里希·威廉·馮·布克斯霍登。此後至1919年，這座城堡都由他的繼承人所有。
1924年至2001年，科盧韋雷城堡被各福利機構使用。

## 建築

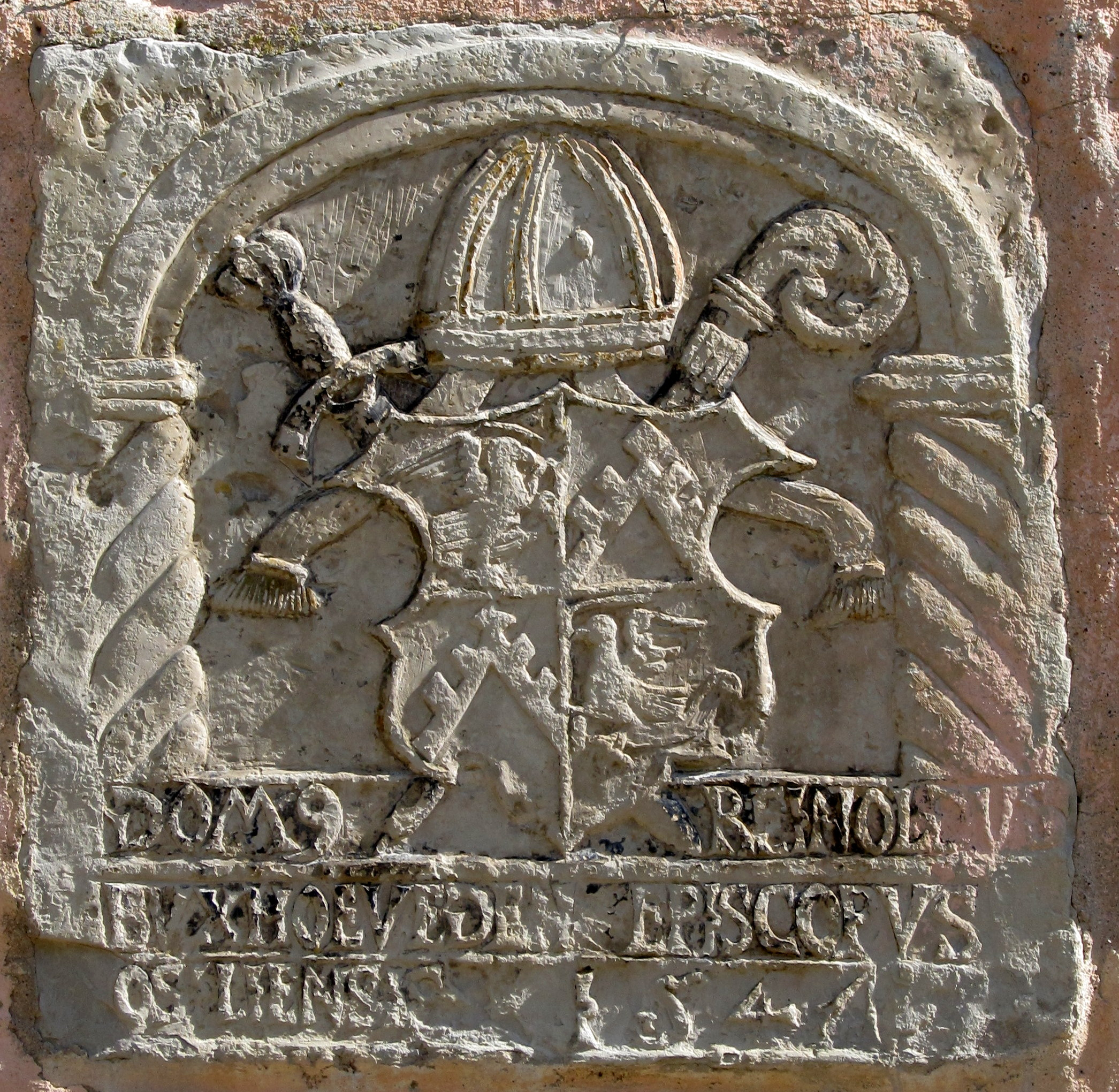
科盧韋雷城堡內萊茵霍德·馮·布克斯維登的紋章

科盧韋雷城堡修建在一座人工島上。方形高塔是城堡最古老的部分，可能修建於13世紀早期，是愛沙尼亞歷史最古老的城堡高塔之一。隨著火器的發展，城堡在16世紀時增建了一座大型圓形砲塔。一塊刻有萊茵霍德·馮·布克斯維登紋章的石頭亦可追溯至這一時期。
在馮·羅文家族所有時期，這座城堡不再具有軍事作用，而改造為一個舒適的住宅。大約在1770年時，城堡內部按洛可可風格進行大規模重新裝修。19世紀時，城堡的內裝呈現新哥德式風格。
包括馬厩、糧倉、新哥德式風格的發電站在內的一些主樓附屬建築修建於莊園時期。城堡附近亦改造為公園，在19世紀時修建了池塘、涼亭和拱橋。
幾場火災損壞了城堡，其中又以1840年、1905年、1963年規模較大。但該城堡仍是愛沙尼亞城堡建築中保存較好的範例。

## 外部連結
- 官方网站
- Old official website （页面存档备份，存于） （愛沙尼亞語）
- Koluvere Manor （页面存档备份，存于） at Estonian Manors Portal